# Auster Autocar
El Auster J/5 Autocar fue un monoplano turístico británico monomotor de cuatro asientos y ala alta de finales de la década de 1940, construido por Auster Aircraft Limited en Rearsby, Leicestershire, Inglaterra.

## Diseño y desarrollo
La compañía reconoció la necesidad de un avión de turismo de cuatro asientos para complementar al Auster J/1 Autocrat de tres asientos. El J/5 Autocar se parecía al Autocrat, pero era un modelo nuevo con depósitos de combustible en las raíces alares y una cabina agrandada.
La designación de J/5 para el Autocar seguía a la de su progenitor, el Model J de la época de la guerra, que fue designado Auster AOP. V por la Real Fuerza Aérea. Los modelos de posguerra derivados del Model J comenzaron con el J/1 Autocrat; nótese el uso de J/1, no J-1.
El prototipo del Autocar, G-AJYK, un modelo J/5B, voló por primera vez en agosto de 1949 y fue exhibido en el Salón Aeronáutico de Farnborough en septiembre. La demanda de una versión más potente para los trópicos produjo en 1950 el J/5E, propulsado por un motor Blackburn Cirrus Major de 116 kW (155 hp). Este se desarrolló aún más como el J/5G, que voló por primera vez en 1951 y también se conoce como Cirrus Autocar. El posterior J/5P volvió a utilizar un motor De Havilland Gipsy Major más potente. Otras variantes se construyeron como aviones de desarrollo único y algunas se convirtieron en Australia con motores más modernos.

## Historia operacional

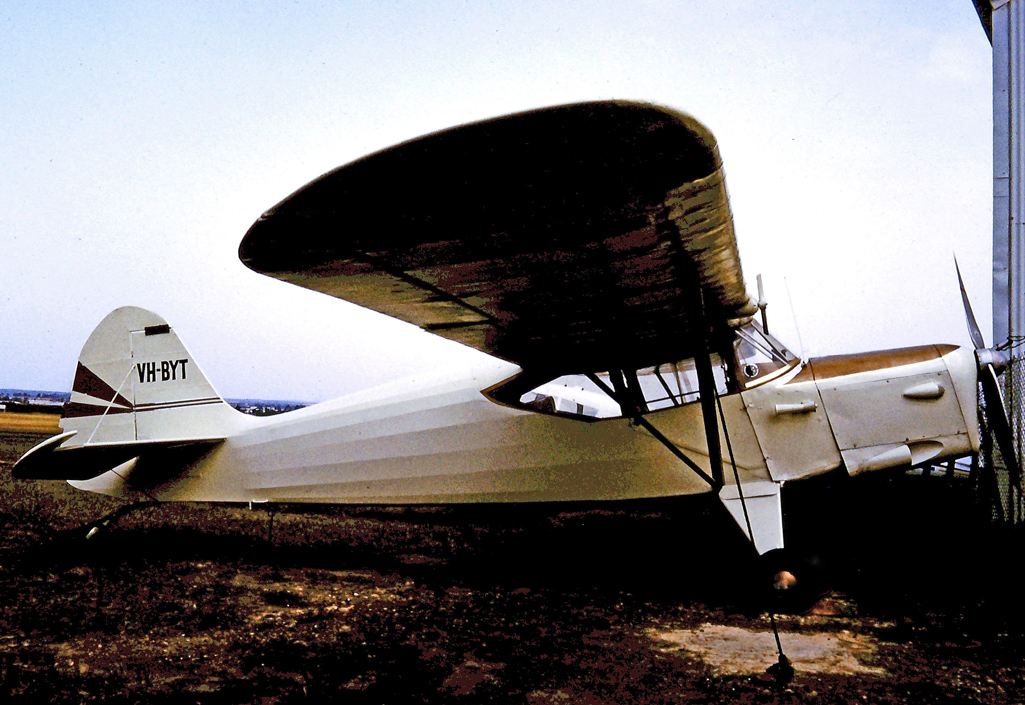
Auster J/5G Autocar en el Aeropuerto de Sídney (Bankstown) en 1970.

Saunders-Roe de Cowes, Isla de Wight, adquirió un J/5G Autocar y lo equipó con un tren de aterrizaje de hidroesquíes experimental y flotadores de emergencia debajo de las alas. Con este equipamiento, el avión podría permanecer casi estacionario en el agua.
La mayoría de los Autocar producidos se exportaron a dieciséis países y luego se revendieron en cinco territorios más. El Autocar ha sido operado principalmente por pilotos privados y por aeroclubes, pero algunos fueron utilizados por pequeñas empresas de vuelos chárter en el Reino Unido y en otros lugares, como taxi y avión fotográfico. Pest Control Ltd recibió cinco J/5G Autocar en 1952 para realizar operaciones de fumigación de cultivos en Sudán.

## Variantes

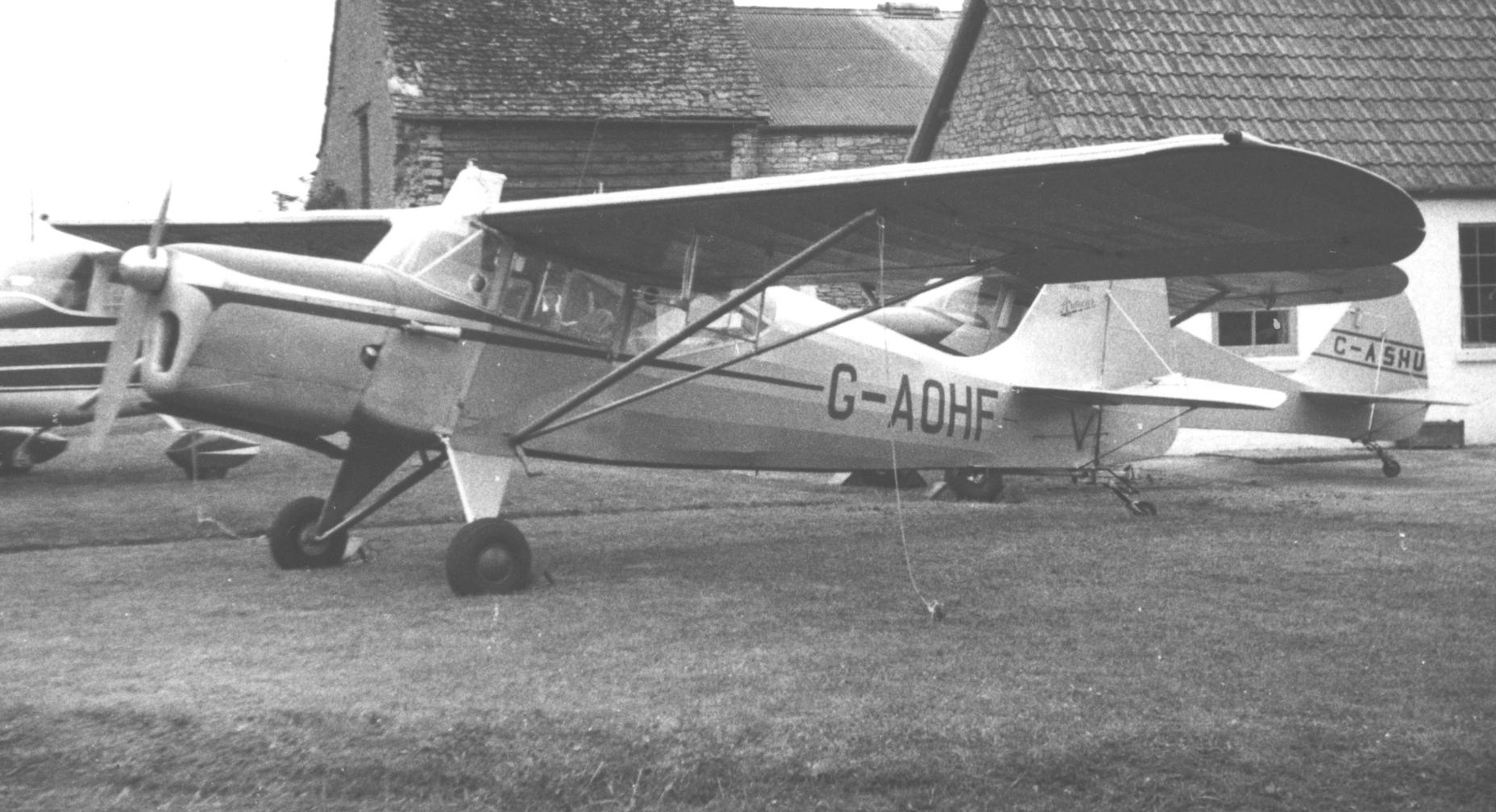
J/5P Autocar en el Aeropuerto de Kidlington, Oxford, en 1966.

J/5B Autocar
Versión de producción con motor De Havilland Gipsy Major 1 de 97 kW (130 hp).
J/5E Autocar
Prototipo de versión de exportación con motor Blackburn Cirrus Major 3, uno construido (G-AJYS).
J/5G Autocar
Versión de exportación con un motor Blackburn Cirrus Major 3 de 155 hp.
J/5GL
Un J/5G convertido en Australia por Kingsford Smith Aviation Services (ZK-CXA, una reconstrucción del ZK-BDK) equipado con un motor de pistón Lycoming.
J/5G Super Autocar
Un J/5G convertido en Australia por Kingsford Smith Aviation Services con un motor Continental O-470 de 168 kW (225 hp).
J/5H Autocar
Con motor Blackburn Cirrus Major 2 de 108 kW (145 hp), uno reconstruido (VH-KCO) en Australia por Kingsford Smith Aviation Services desde un J/5B.
J/5P Autocar
Versión con motor De Havilland Gipsy Major 10 de 108 kW (145 hp). 
J/5T Autocar
Avión de desarrollo con motor de pistón Continental E-185-10 de 138 kW (185 hp), uno construido (G-25-4, c/n 3421).
J/5V Autocar
Avión de desarrollo con motor Lycoming O-320 de 120 kW (160 hp), uno construido (G-APUW).
Kingsford Smith Bushmaster
Una conversión de J/5G realizada en Australia por Kingsford Smith Aviation Services, equipada con un motor Lycoming O-360 de 134 kW (180 hp), hélice de velocidad constante y otras mejoras.

## Operadores

### Civiles
Reino Unido
- Airviews Ltd
- Anglian Air Charter
- Bees Flight
- Bristol Aero Engines
- Dunlop Rubber
- Ferranti
- Gloster Aircraft
- Hunting Aerosurveys Ltd
- Pest Control Ltd
- Saunders-Roe
- Southend Flying School

### Militares
Australia
- Marina Real Australiana

 Kuwait
- Fuerza Aérea de Kuwait

 Nueva Zelanda
- Real Fuerza Aérea de Nueva Zelanda [8]

## Especificaciones (J/5B)
Referencia datos: Jane's All The World's Aircraft 1953–54

### Características generales
- Tripulación: Uno (piloto)
- Capacidad: Tres pasajeros
- Longitud: 7,1 m (23,2 ft)
- Envergadura: 11 m (36 ft)
- Altura: 2,3 m (7,6 ft)
- Superficie alar: 17,2 m² (185,1 ft²)
- Peso vacío: 641 kg (1412,8 lb)
- Peso cargado: 1111 kg (2448,6 lb)
- Planta motriz: 1× motor lineal invertido de 4 cilindros refrigerado por aire de Havilland Gipsy Major I.
  - Potencia: 97 kW (134 HP; 132 CV)
- Hélices: Bipala de madera de paso fijo
- Capacidad de combustible: 660 L

### Rendimiento
- Velocidad máxima operativa (Vno): 187 km/h (116 MPH; 101 kt)
- Velocidad crucero (Vc): 160 km/h (99 MPH; 86 kt)
- Velocidad de entrada en pérdida (Vs): 55 km/h (34 MPH; 30 kt) (flaps abajo)
- Alcance: 800 km (432 nmi; 497 mi)
- Techo de vuelo: 3400 m (11 155 ft)
- Régimen de ascenso: 2,7 m/s (526 ft/min)
- Carrera de despegue para 15 m (50 pies): 491 m
- Distancia de aterrizaje: 149 m

## Aeronaves relacionadas

### Secuencias de designación
- Secuencia Alfanumérica (interna de Auster): ← J/3 Atom - J/4 - J/5 Adventurer - J/5 Autocar - J/5 Aiglet Trainer - J/5 Alpine - AOP6 →